# Diócesis de Gary
La diócesis de Gary (en latín: Dioecesis Gariensis y en inglés: Roman Catholic Diocese of Gary) es una circunscripción eclesiástica de la Iglesia católica en Estados Unidos. Se trata de una diócesis latina, sufragánea de la arquidiócesis de Indianápolis. Desde el 26 de noviembre de 2019 su obispo es Robert John McClory.

## Territorio y organización
La diócesis tiene 4680 km² y extiende su jurisdicción sobre los fieles católicos de rito latino residentes en 4 condados del estado de Indiana: Lake, LaPorte, Porter y Starke.
La sede de la diócesis se encuentra en la ciudad de Gary, en donde se halla la Catedral de los Santos Ángeles.
En 2021 en la diócesis existían 64 parroquias.

## Historia
La diócesis fue erigida el 10 de diciembre de 1956 con la bula Postulant quandoque del papa Pío XII, separando territorio de la diócesis de Fort Wayne (hoy diócesis de Fort Wayne-South Bend).

## Estadísticas
De acuerdo al Anuario Pontificio 2022 la diócesis tenía a fines de 2021 un total de 162 553 fieles bautizados.
| Año                                                                             | Población            | Población | Población      | Sacerdotes | Sacerdotes    | Sacerdotes    | Bautizados por sacerdote | Diáconos permanentes | Religiosos | Religiosos | Parroquias |
| Año                                                                             | Bautizados católicos | Total     | % de católicos | Total      | Clero secular | Clero regular | Bautizados por sacerdote | Diáconos permanentes | Varones    | Mujeres    | Parroquias |
| ------------------------------------------------------------------------------- | -------------------- | --------- | -------------- | ---------- | ------------- | ------------- | ------------------------ | -------------------- | ---------- | ---------- | ---------- |
| 1966                                                                            | 179 051              | 710 000   | 25.2           | 280        | 158           | 122           | 639                      |                      | 167        | 612        | 83         |
| 1970                                                                            | 184 250              | 837 500   | 22.0           | 254        | 144           | 110           | 725                      |                      | 158        | 448        | 86         |
| 1976                                                                            | 191 265              | 774 985   | 24.7           | 216        | 136           | 80            | 885                      | 1                    | 118        | 322        | 85         |
| 1980                                                                            | 199 000              | 817 000   | 24.4           | 201        | 129           | 72            | 990                      | 1                    | 102        | 325        | 89         |
| 1990                                                                            | 177 110              | 664 330   | 26.7           | 186        | 121           | 65            | 952                      | 34                   | 100        | 188        | 83         |
| 1999                                                                            | 184 430              | 759 673   | 24.3           | 175        | 125           | 50            | 1053                     | 28                   | 16         | 128        | 77         |
| 2000                                                                            | 185 950              | 765 550   | 24.3           | 160        | 112           | 48            | 1162                     | 27                   | 63         | 119        | 79         |
| 2001                                                                            | 186 800              | 761 912   | 24.5           | 157        | 110           | 47            | 1189                     | 39                   | 62         | 117        | 79         |
| 2002                                                                            | 187 000              | 765 024   | 24.4           | 157        | 113           | 44            | 1191                     | 39                   | 65         | 109        | 79         |
| 2003                                                                            | 186 200              | 765 024   | 24.3           | 148        | 106           | 42            | 1258                     | 39                   | 61         | 110        | 78         |
| 2004                                                                            | 185 700              | 770 635   | 24.1           | 146        | 103           | 43            | 1271                     | 50                   | 56         | 100        | 76         |
| 2006                                                                            | 185 550              | 778 463   | 23.8           | 145        | 100           | 45            | 1279                     | 43                   | 57         | 87         | 76         |
| 2013                                                                            | 189 000              | 809 000   | 23.4           | 129        | 94            | 35            | 1465                     | 64                   | 49         | 74         | 72         |
| 2016                                                                            | 185 500              | 791 822   | 23.4           | 131        | 87            | 44            | 1416                     | 66                   | 61         | 60         | 72         |
| 2019                                                                            | 168 500              | 786 966   | 21.4           | 128        | 81            | 47            | 1316                     | 68                   | 68         | 53         | 66         |
| 2021                                                                            | 162 553              | 790 670   | 20.6           | 114        | 71            | 43            | 1425                     | 65                   | 56         | 59         | 64         |
| Fuente: Catholic-Hierarchy, que a su vez toma los datos del Anuario Pontificio. |                      |           |                |            |               |               |                          |                      |            |            |            |

## Episcopologio
- Andrew Gregory Grutka † (29 de diciembre de 1956-9 de julio de 1984 retirado)
- Norbert Felix Gaughan † (24 de julio de 1984-1 de junio de 1996 retirado)
- Dale Joseph Melczek † (1 de junio de 1996 por sucesión-24 de noviembre de 2014 retirado)
- Donald Joseph Hying (24 de noviembre de 2014-25 de abril de 2019 nombrado obispo de Madison)
- Robert John McClory, desde el 26 de noviembre de 2019